# Ester Boserup
Ester Boserup (tên khai sinh là Ester Børgesen) (sinh ngày 18 tháng 5 năm 1910 và mất ngày 24 tháng 9 năm 1999) là một nhà kinh tế, nhà xã hội học, nhà nghiên cứu phát triển kinh tế về nông nghiệp người Đan Mạch. Bà đã đưa ra học thuyết dân số là động cơ để người ta phát triển đa dạng hóa các hoạt động sản xuất, giải thích các điều kiện để có thể đa canh, đa dạng hóa sản xuất nông nghiệp. Bà là nhà lý luận xã hội có ảnh hưởng quan trọng về vai trò của phụ nữ trong lực lượng lao động và phát triển của con người, đã đưa ra học thuyết tạo cơ hội tốt hơn trong công việc và giáo dục cho phụ nữ.

## Công trình và tài liệu công bố
- Năm 2000, Hồi ký và các công trình 1929-1998 (My Professional Life and Publications 1929-1998; Copenhagen: Museum Tusculanum Press, 2000, ISBN 8772895209);
- Năm 1981, Dân số và sự thay đổi công nghệ: Một nghiên cứu về xu hướng dài hạn (Population and Technological Change: A Study of Long Term Trends; Chicago: University of Chicago Press, 1981);
- Năm 1976, Môi trường, Dân số, và Công nghệ ở các xã hội nguyên thủy (Environment, Population, and Technology in Primitive Societies; Population and Development Review, 2, 21-36, 1976);
- Năm 1970, Vai trò của phụ nữ đối với sự phát triển kinh tế (Womens Role in Economic Development; London, Earthscan, 1970, ISBN 1-85383-040-2)

Tác phẩm đã tập trung phân tích ảnh hưởng của các dự án phát triển đối với phụ nữ ở các nước đang phát triển. Ester Boserup đã khám phá ra rằng, hầu hết các dự án phát triển đều bỏ qua phụ nữ và rất nhiều dự án khác, đặc biệt là những dự án về kỹ thuật tinh xảo đã hạn chế các cơ hội, sự tự chủ về kinh tế của phụ nữ. Đồng thời, tác giả cũng đã chỉ ra những cơ hội đào tạo về kỹ thuật mới, tiên tiến thường chỉ dành cho nam giới. Điều đó có nghĩa là những dự án "hiện đại" đã chỉ cải thiện cơ hội và kiến thức cho nam giới và đã làm giảm sự tiếp cận của phụ nữ với kỹ thuật và công việc làm.
Tác phẩm này là một công trình nghiên cứu thực sự đã thách thức quan điểm cho rằng những lợi ích thu được từ những dự án phát triển sẽ tự động làm lợi cho phụ nữ và các nhóm yếu thế khác trong các quốc gia phát triển và quan điểm cho rằng hiện đại hóa sẽ tự động làm tăng sự bình đẳng giới; và cảnh báo về mối quan hệ giữa bình đẳng giới và phát triển đối với các lý luận gia về giới và các nhà hoạch định chính sách phát triển ở các quốc gia đang phát triển và hầu hết những người quan tâm đến vấn đề giới. Đó là một vấn đề mà mọi người đều biết đến và từ đó có những phản ứng thích hợp trong các hoạt động thuộc lĩnh vực của mình.
- Năm 1965, Các điều kiện của phát triển nông nghiệp: Kinh tế của đất trồng trọt thay đổi theo áp lực dân số (The Conditions of Agricultural Growth: The Economics of Agrarian Change under Population Pressure; Chicago, Aldine, 1965, ISBN 0-415-31298-1).